# Basilique Notre-Dame-des-Neiges de Tuticorin
Pour les articles homonymes, voir Basilique Notre-Dame et Notre-Dame-des-Neiges.
La basilique Notre-Dame-des-Neiges est un édifice religieux catholique situé à Tuticorin (aujourd'hui : Thoothukudi), dans l'État du Tamil Nadu, en Inde. Construite en 1582, là où se trouvait une ancienne chapelle Saint-Pierre datant de 1538 qui fut visitée par saint François-Xavier, son histoire est liée au mouvement de conversion des Paravas au XVIe siècle. Sous le nom de Notre-Dame-des-Neiges (appelée localement பனிமய மாதா (panimaya mādā) et Santa Maria das Neves) elle devint un centre de pèlerinage marial et fut érigée en basilique mineure en 1982.
La fête patronale de la basilique est une évènement majeur dans la Côte des pêcheurs de perles, faisant l'objet d'un pèlerinage qui attire non seulement les fidèles de la région, mais aussi jusqu'à Goa, la Malaisie et particulièrement le Sri Lanka voisin. Les Paravas formant une communauté présente des deux côtés du Golfe de Mannar, connue à Ceylan comme les Bharata (en) ou Bharatakula.
La célébration est remarquée pour sa procession de la Vierge sur le « Char d'Or » (பொன் தேர் (poṉ tēr)) ou « Char doré » (Golden car), un char massif de 16 mètres de haut et pesant autour de 68 tonnes, complètement couvert de feuilles d'or. Le véhicule processionnel est sorti uniquement lors de grandes occasions, exposé ainsi à seulement seize reprises depuis 1806. En prévision de sa récente utilisation en 2023, le char a bénéficié d'une importante restauration et rénovation, qui ont nécessité l'importation de feuilles d'or du Japon, de 7 500 « diamants américains » (zircones) et de plus de 100 000 pierres semi-précieuses en provenance de Jaipur,,. 

## Histoire
À la suite d'un conflit armé avec des musulmans à propos de droits de pêche, les Paravas, une communauté de pêcheurs de perles de la Côte de la Pêcherie, font appel aux portugais qui les débarrassent des musulmans. Les Paravas de 22 villages côtiers demandent alors le baptême : ils sont 30 000 à devenir chrétiens en 1537. Une église est construite à Tuticorin en 1538, dédiée à Saint Pierre, apôtre. François-Xavier visite les nouveaux chrétiens en 1542 et y organise le catéchisme et la vie chrétienne de la communauté des Paravas. Il aurait célébré la messe dans l'église Saint-Pierre.

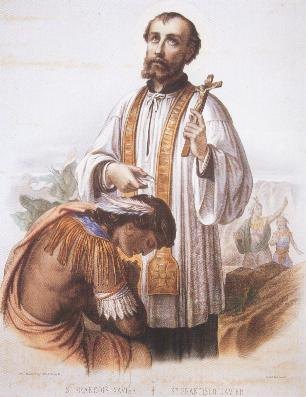
Saint François-Xavier baptise un Parava. Lithographie fantaisiste du XIXe siècle.

En 1582, les missionnaires jésuites construisent une nouvelle église dédiée à Notre-Dame-de-la-Miséricorde. Elle est consacrée par l'évêque de Cochin (en), Mgr Devoura, le 5 août, fête de Notre-Dame-des-Neiges.  La fête patronale est célébrée chaque année le 5 août. Lorsque la statue (dite "miraculeuse") de Notre-Dame-des-Neiges (Nossa Senhora das Neves en portugais, பனிமய மாதா (panimaya mādā) en tamoul), amenée de Manille, y est solennellement installée en 1610, l'église en adopte progressivement le nom. 
Au début du XVIIIe siècle, l'église est reconstruite par le père Vigilius Mansi, qui doit surmonter de gros obstacles créés par le gouvernement colonial néerlandais. L'église est solennellement consacrée le 5 août 1713. Cette année-là la fête patronale est célébrée avec une pompe toute particulière. 
En 1720, les Paravas font construire un premier char d'or pour Notre-Dame-des-Neiges, introduisant ainsi la procession sur char lors de la fête patronale. En 1806, ils en font bâtir un plus grand, qui est celui encore mis en procession aujourd'hui.  
À partir de 1857, les chrétiens Paravas sont victimes du schisme causé par le refus du Portugal de voir disparaitre le système du Padroado. Cinq paroisses, dont Notre-Dame-des-Neiges à Tuticorin, sont sous la juridiction du Padroado (Archidiocèse de Mylapore et gouvernement portugais). Les autres relèvent de la Propaganda Fide et sont prises en charge par les pères des Missions étrangères de Paris. Des divisions existent même au sein des paroisses. Le pape Pie XI met fin à cette situation intolérable en créant le diocèse de Tuticorin en 1923. Comme les autres, l'église Notre-Dame-des-Neiges passe sous la juridiction de l'évêque de Tuticorin le 11 avril 1930. 
En 1982, l'église Notre-Dame-des-Neiges célèbre son 4e centenaire. À cette occasion le pape Jean-Paul II l'élève au rang de basilique, par sa lettre apostolique Pervenute illa Beatissimae Dei Genitricis Effigies le 30 juillet 1982.